# عوامل ضد میکروبی و شیمی‌درمانی (ژورنال)
عوامل ضد میکروبی و شیمی‌درمانی (به انگلیسی: Antimicrobial Agents and Chemotherapy) یک ژورنال علمی از نوع داوری همتا به سردبیری لوئیس رایس در دانشگاه براون است که درباره عوامل آنتی‌باکتریال و همچنین شیمی‌درمانی مطلب ارائه می‌دهد. این ژورنال برای نخستین بار در سال ۱۹۷۲ پایه‌ریزی شد.
از فهرست‌های موجود در این ژورنال می‌توان به خدمات چکیده‌های شیمی٬ مدلاین و نمایه استنادی علوم اشاره نمود.